# Bisbat de Foligno
El bisbat de Foligno (italià: diocesi di Foligno; llatí: Dioecesis Fulginatensis) és una seu de l'Església catòlica, sufragània de l'arquebisbat de Perusa-Città della Pieve, que pertany a la regió eclesiàstica Úmbria. El 2013 tenia 64.500 batejats d'un total 68.300 habitants. Actualment està regida pel bisbe Gualtiero Sigismondi.

## Territori
La diòcesi comprèn la ciutat i gran part del municipi de Foligno, llevat la zona de la parròquia de Verchiano (frazioni di Verchiano, Curasci, Roccafranca, Colle, Camino, Croce di Verchiano, Croce di Roccafranca, Crescenti, Ali, Caposomiggiale, Tito, Paraonda i mitja part de Vionica), que pertanyen a l'arquebisbat de Spoleto-Norcia, així com les ciutats de Spello i Valtopina (excepte els llogarets de Colfulignato, Largnano iPonte Rio) i la fracció d'Armenzano, que pertany al municipi d'Assís.
La seu episcopal es troba a la ciutat de Foligno, on es troba la catedral de Sant Felicià. El territori està dividit en 39 parròquies,
Pertany a la diòcesi de Foligno el territori de les diòcesis suprimides (avui seus titulars) de Foro Flaminio, de Spello i gran part del bisbat de Plestia.

## Història
La diòcesi va ser erigida, segons la tradició, en el segle i. Sant Crispoldo de Jerusalem, que va ser martiritzat al 58, seria el primer bisbe de Foligno segons l'historiador Ludovico Jacobilli. Entre els millors bisbes esmentats per tradició, està el patró actual de la diòcesi, Sant Felicià, que va viure a la primera meitat del segle iii, molts historiadors assenyalen com el primer bisbe de Forum Flaminii, evangelitzador de gairebé tota la regió i que hauria mort a Foligno. El primer bisbe històricament documentat, segons Lanzoni, és Urbà, present en un sínode romà convocat pel Papa Fèlix III el 487.
A la fi del segle vii Foligno absorbí la veïna i suprimida diòcesi de Fòrum Flamini.
En 1133 va ser construïda una nova catedral, ampliada el 1201. Al segle xiii es va construir l'església de Sant Claudi, Sant Domenec, Sant Joan Profiamma i l'abadia de Sassovivo.
Frederic II del Sacre Imperi Romanogermànic
Durant el segle xiii la ciutat s'havia aliat amb l'emperador Frederic II en la seva lluita contra el papat i per aquesta raó va perdre la seva dignitat episcopal, que va ser retornada el 31 de març de 1265 mitjançant la butlla papal Sicut magni de Climent IV. El seminari diocesà va ser erigit a mitjan segle xvii, durant l'episcopat d'Antonio Montecatini.
El 29 d'abril de 1772, el papa Climent XIV va separar el territori de l'antiga diòcesi de Spello, on hi havia més de cinquanta esglésies, de la diòcesi de Spoleto i les va agregar a la de Foligno.
El 15 d'agost de 1972 la diòcesi, fins llavors immediatament subjecta a la Santa Seu, es convertí en part de la província eclesiàstica de l'arxidiòcesi de Perusa (avui arxidiòcesi de Perusa-Città della Pieve).
A la segona meitat del segle xx, la diòcesi ha hagut de lidiar amb la despoblació de les zones de muntanya i el trasllat de la població a les ciutats, amb el consegüent desarrelament e les tradicions de les parròquies rurals, ara gairebé desertes.
Per antic privilegi papal (es diu, en honor de Sant Felicià, evangelitzador d'Umbria) la càtedra del bisbe de Foligno té set graons (en comptes dels cinc habituals), similar al tron del Papa.

## Cronologia episcopal
- San Crispoldo da Gerusalemme ? † (segle i)
- San Brizio ? †[2]
- Anonimo †
- San Feliciano I † (193 - 249 mort)
- Anonimo † (253 - 256)
- Feliciano II † (296 - 338)
- Paolo ? † (350)
- Urbano † (inicis de 487 - vers 496 mort)
- Fortunato † (inicis de 499 - finals de 502)
- San Vincenzo da Laodicea ? † (523 - 551)[3]
- San Candido ? † (590 - 602)[4]
- Giacomo ? † (citat el 602)
- Floro † (vers 676 - finals de 680)
- Eusebio † (inicis de 740 - vers 760 mort)
- Doroteo † (citat el 830)
- Domenico † (inicis de 850 – finals de 863)
- Argisio † (citat el 861)
- Onofrio † (citat el 870)
- Benedetto † (citat el 987)
- Longino † (citat el 995)
- Berardo † (citat el 1029)
- Enrico † (citat el 1031)
- Sigemanno † (citat el 1047)
- Azzo degli Atti † (inicis de 1049 - finals de 1059)
- San Bonfilio, O.S.B. † (1078 - 1094)
  - Margante Marganti † (1094 - 1098) (il·legítim)
- Andrea † (inicis de 1099 - finals de 1120)
- Marco † (citat el 1123)
- Benedetto † (11 de juny de 1138 - finals de 1146)
- Anselmo degli Atti † (1155 - 20 d'agost de 1201 mort)
- Gerardo † (1201 - 1208)
- Egidio degli Atti † (11 de setembre de 1208 - 1243 nomenat administrador apostòlic de Nocera Umbra)
- Berardo Merganti † (1243 - 1254 mort)
- Paperone de' Paperoni, O.P. † (17 o 27 de juny de 1265 - 21 de juliol de 1285 nomenat arquebisbe de Spoleto)
- Berardo de Comitibus † (21 de juliol de 1285 - 15 de maig de 1296 mort)
  - Giacomo degli Anastasi † (1296 - ?) (bisbe electe)
- Bartolomeo Caetani, O.S.B.Sub. † (28 d'octubre de 1296 - juliol de 1304 mort)
  - Ermanno degli Anastasi † (28 d'abril de 1307 - 4 de desembre de 1307 nomenat bisbe de Pistoia) (bisbe electe)
- Bartolòmino Giuntoncini Sigisbuldi † (4 de desembre de 1307 - 11 de juliol de 1326 mort)
- Paolo Trinci † (16 d'agost de 1326 - de juny de 1363 mort)
- Rinaldo I Trinci † (25 de març de 1363 - 1364 mort)
- Giovanni Angeletti † (25 de gener de 1364 - d'octubre de 1392 mort)
- Onofrio Trinci † (3 de setembre de 1397 - 2 d'abril de 1403 mort)
- Federico Frezzi, O.P. † (16 de novembre de 1403 - 1416 mort)
- Niccolò Ferragatti, O.F.M. † (20 de desembre de 1417 - 1421 mort)
  - Gaspare, O.S.B. † (10 de desembre de 1421 - 1423 renuncià) (bisbe electe)
- Giacomo Berti (Elmi) † (20 de març de 1423 - 1437 mort)
  - Rinaldo II Trinci † (1437 - 1442 mort) (antibisbe)
- Cristoforo Corfini Boscari † (26 d'agost de 1437 - 21 d'agost de 1444 mort)
- Antonio Bolognini † (31 d'agost de 1444 - 1 de gener de 1461 mort)
  - Bartolomeo Tonti † (14 de gener de 1461 - ?) (administrador apostòlic, non confermato)
- Antonio Bettini, O.Jes. † (4 de desembre de 1461 - 1484 renuncià)
- Francesco Rosa † (20 de novembre de 1486 - 3 de març de 1490 nomenat bisbe de Terracina, Sezze e Priverno)
- Luca Borsciani Cybo, O.S.M. † (3 de març de 1490 - de setembre de 1522 nomenat arquebisbe titular d'Èfes)
  - Bernardino López de Carvajal y Sande † (26 de setembre de 1522 - 1523 renuncià) (administrador apostòlic)
- Rodrigo Carvajal † (4 de febrer de 1523 - 1539 mort)
- Fabio Vigili † (9 de setembre de 1539 - 22 de setembre de 1540 nomenat bisbe de Spoleto)
  - Blosio Palladio † (4 de novembre de 1540 - 27 de gener de 1547 renuncià) (bisbe electe)
- Isidoro Clario, O.S.B. † (27 de gener de 1547 - 18 de març de 1555 mort)
  - Tambusio Ercole † (de març de 1555 - de setembre de 1555) (bisbe electe)
- Sebastiano Portico † (18 de setembre de 1555 - 27 de febrer de 1556 mort)
- Giovanni Angelo Medici † (25 de juny de 1556 - 7 de maig de 1557 renuncià, posteriorment elegit papa amb el nom de Pius IV)
- Giovanni Antonio Serbelloni † (7 de maig de 1557 - 13 de març de 1560 nomenat bisbe de Novara)
- Clemente d'Olera, O.F.M. † (13 de març de 1560 - 6 de gener de 1568 mort)
- Tommaso Orsini † (23 de gener de 1568 - 25 de gener de 1576 mort)
- Ippolito Bosco † (30 de gener de 1576 - 27 de gener de 1582 mort)
- Troilo Boncompagni † (31 de gener de 1582 - 17 de març de 1584 mort)
- Costantino Barzellini, O.F.M.Conv. † (9 d'abril de 1584 - 29 de desembre de 1585 mort)
- Marcantonio Bizzoni † (6 de gener de 1586 - 26 d'abril de 1606 mort)
- Francesco Simonetta † (17 de juliol de 1606 - 19 de gener de 1612 mort)
- Porfirio Feliciani † (2 d'abril de 1612 - 2 d'octubre de 1634 mort)
- Cristoforo II Caetani † (2 d'octubre de 1634 - 12 d'octubre de 1642 mort)
- Antonio Montecatini † (de desembre de 1642 - 7 de gener de 1668 mort)
- Marcantonio Vicentini † (1 d'abril de 1669 - 1684 jubilat)
- Giovanni Battista Pallotta † (24 d'abril de 1684 - 17 de gener de 1698 mort)
- Giulio Troili † (15 de setembre de 1698 - 6 de juliol de 1712 mort)
- Dondazio Alessio Malvicini Fontana † (1 d'agost de 1712 - 17 de febrer de 1717 mort)
- Giosafat Battistelli † (10 de maig de 1717 - 21 de març de 1735 mort)
- Francesco Maria Alberici † (27 de juny de 1735 - 6 d'octubre de 1741 mort)
- Mario Antonio Maffei † (27 de novembre de 1741 - 29 de maig de 1777 mort)
- Giuseppe Maria Morotti † (18 de juliol de 1777 - 20 d'octubre de 1777 mort)
- Gaetano Giannini † (15 de desembre de 1777 - 28 de març de 1785 mort)
- Filippo Trenta † (26 de setembre de 1785 - 4 de març de 1796 mort)
- Antonio Moscardini † (27 de juny de 1796 - 19 d'agost de 1818 mort)
- Stanislao Lucchesi † (2 d'octubre de 1818 - 2 de novembre de 1830 mort)
- Ignazio Giovanni Cadolini † (30 de setembre de 1831 - 17 de desembre de 1832 nomenat arquebisbe de Spoleto)
- Arcangelo Polidori † (30 de setembre de 1834 - 6 de maig de 1843 mort)
- Nicola Belletti † (19 de juny de 1843 - 21 de setembre de 1864 mort)
- Nicola Crispigni (o Grispigni) † (27 de març de 1867 - 29 d'agost de 1879 mort)
- Vincenzo Serarcangeli † (19 de setembre de 1879 - 14 de febrer de 1888 mort)
- Federico Federici † (1 de juny de 1888 - 6 d'agost de 1892 mort)
- Albino Angelo Pardini, C.R.L. † (16 de gener de 1893 - 15 de desembre de 1894 renuncià)
- Carlo Bertuzzi † (18 de març de 1895 - 1910 renuncià)
- Giorgio Gusmini † (15 d'abril de 1910 - 8 de setembre de 1914 nomenat arquebisbe de Bolonya)
- Carlo Sica † (22 de gener de 1915 - 20 de desembre de 1917 renuncià)
- Stefano Corbini † (18 de juny de 1918 - 1 d'octubre de 1946 jubilat)
- Secondo Chiocca † (18 de gener de 1947 - 15 d'abril de 1955 renuncià)
- Siro Silvestri † (21 de juliol de 1955 - 3 de setembre de 1975 nomenat bisbe de la Spezia, Sarzana e Brugnato)
- Giovanni Benedetti (25 de març de 1976 - 10 d'octubre de 1992 jubilat)
- Arduino Bertoldo † (10 d'octubre de 1992 - 3 de juliol de 2008 jubilat)
- Gualtiero Sigismondi, des del 3 de juliol de 2008

### Bisbes ordenats a la diòcesi
- Giuseppe Betori, cardenal i arquebisbe metropolità de Florència, ja secretari general de la Conferència Episcopal Italiana
- Antonio Buoncristiani, arquebisbe metropolità de Siena-Colle di Val d'Elsa-Montalcino

## Estadístiques
A finals del 2013, la diòcesi tenia 64.500 batejats sobre una població de 68.300 persones, equivalent 94,4% del total.
| any  | població | població | població | sacerdots | sacerdots       | sacerdots       | sacerdots             | diaques | religiosos | religiosos | parroquies |
| ---- | -------- | -------- | -------- | --------- | --------------- | --------------- | --------------------- | ------- | ---------- | ---------- | ---------- |
| any  | batejats | total    | %        | total     | clergat secular | clergat regular | batejats por sacerdot | diaques | homes      | dones      |            |
| 1950 | 51.340   | 51.340   | 100,0    | 120       | 70              | 50              | 427                   |         | 84         | 242        | 61         |
| 1970 | 58.650   | 58.650   | 100,0    | 114       | 61              | 53              | 514                   | 1       | 68         | 222        | 66         |
| 1980 | 62.800   | 62.800   | 100,0    | 90        | 59              | 31              | 697                   | 1       | 65         | 182        | 68         |
| 1990 | 62.100   | 62.900   | 98,7     | 92        | 52              | 40              | 675                   | 3       | 45         | 198        | 38         |
| 1996 | 66.565   | 66.900   | 99,5     | 80        | 48              | 32              | 832                   | 5       | 42         | 151        | 39         |
| 2000 | 66.565   | 66.900   | 99,5     | 80        | 48              | 32              | 832                   | 5       | 42         | 151        | 39         |
| 2001 | 67.000   | 67.250   | 99,6     | 84        | 50              | 34              | 797                   | 5       | 43         | 154        | 37         |
| 2002 | 67.200   | 67.700   | 99,3     | 83        | 51              | 32              | 809                   | 5       | 40         | 137        | 37         |
| 2003 | 64.900   | 65.250   | 99,5     | ?         | 49              | ?               | ?                     | 5       | 5          | 128        | 37         |
| 2004 | 65.150   | 65.500   | 99,5     | ?         | 47              | ?               | ?                     | 5       | 7          | 124        | 39         |
| 2005 | 65.300   | 65.700   | 99,3     | ?         | 46              | ?               | ?                     | 5       | 8          | 123        | 39         |
| 2006 | 65.450   | 67.950   | 96,3     | ?         | 47              | ?               | ?                     | 5       | 8          | 120        | 39         |
| 2007 | 65.450   | 67.950   | 96,3     | 78        | 46              | 32              | 839                   | 12      | 39         | 118        | 39         |
| 2013 | 64.500   | 68.300   | 94,4     | 68        | 36              | 32              | 948                   | 16      | 54         | 115        | 39         |

## Santi e beati legati alla diocesi
- San Feliciano di Foligno
- San Fiorenzo
- Sant'Angela da Foligno
- Beato Giovanni da Norcia